# Біба Марія Дмитрівна
Марія Дмитрівна Біба (5 січня 1932, село Кладове, тепер Губкінського району Бєлгородської області, Російська Федерація — 18 листопада 2000, місто Горлівка Донецької області) — українська радянська діячка, старший апаратник Горлівського хімічного комбінату імені Серго Орджонікідзе Донецької області. Герой Соціалістичної Праці (1971). Депутат Верховної Ради УРСР 8-9-го скликань.

## Біографія
Народилася у селянській родині Гончарових.
Освіта неповна середня.
З 1948 р. — обліковець колгоспу в РРФСР.
З 1950 р. — помічник машиніста компресора, апаратниця, старша апаратниця аміачного цеху Горлівського азотнотукового заводу (з 1965 — хімічного комбінату, з 1976 — виробничого об'єднання «Стирол») імені Серго Орджонікідзе Донецької області. Пропрацювала на заводі тридцять п'ять років.
Член КПРС з 1964 року.
Потім — на пенсії у місті Горлівці Донецької області.

## Нагороди
- Герой Соціалістичної Праці (1971)
- орден Леніна (1971)
- ордени
- медалі